# こんにちは? 私だよ!
『こんにちは? 私だよ!』（こんにちは わたしだよ、朝鮮語: 안녕? 나야!）は、韓国KBSで2021年2月17日から4月8日まで放送されたテレビドラマ。日本では、Netflixにて配信された。

## 登場人物

### 主要人物
- パン・ハニ（37歳）：チェ・ガンヒ[2]
- パン・ハニ（17歳）：イ・レ
- ハン・ユヒョン：キム・ヨングァン
- アン・ソニ：ウム・ムンソク（朝鮮語版）

### ハニの家族
- パン・ギテ：キム・ビョンチュン（朝鮮語版）
- チ・オクチョン：ユン・ボギン（朝鮮語版）
- イ・ホンニョン：キム・ヨンリム（朝鮮語版）
- パン・ハヨン：チョン・イラン（朝鮮語版）
- チェ・ソンウ：ムン・ソンヒョン

### ユヒョンの家族
- オ・ジウン：キム・ユミ
- ヤン・ドユン：チ・スンヒョン
- ハン・ジマン：ユン・ジュサン
- ハン・ジスク：ペク・ヒョンジュ

### ジョア製菓
- チャ・スンソク：チェ・テファン
- カン・グムジャ：キム・ミファ
- チャ・ミジャ：キム・ドヨン
- コ・ジョンド：シン・ムンソン
- パン・オクチュ：コ・ウリ
- キム・ヨンファ：キム・ギリ

### アン・ソニの事務所
- パク・ジョンマン：チェ・デチョル
- ミン・ギョンシク：カン・テジュ

### その他
- ナ・ヨング：パク・チョルミン
- ナ・イルグ：チョン・デロ
- チョ・ナムグォン：チョ・ギョンフン
- コ・ソヘ：イ・チェミ

## スタッフ
- 演出：イ・ヒョンソク
- 脚本：ユ・ソンイ